# Charles Close
Charles Frederick Arden-Close, né le 10 août 1865 et mort le 19 décembre 1952, est un géographe et un arpenteur britannique. Il a été Directeur Général de l'Ordnance Survey de 1911 à 1922. Son acharnement sur le souci du détail a permis d'améliorer de nombreux comportements et méthodes à l'Ordnance Survey. Le projet de Close a vu la production de nombreuses cartes maintenant considérées comme des sommets dans la période classique de la cartographie. Il est né Charles Frederick Close et a changé son nom de famille à Arden-Close en 1938 afin de se conformer à un legs.

## Biographie
Il est né à Jersey, l'aîné d'une famille de onze enfants du Major-Général Frederick Proche (1830-1899) et de sa seconde épouse Lydia Ann Stevens. Il assiste à la Royal Military Academy à Woolwich, où les militaires du génie et de l'artillerie apprennent. Il excelle en mathématiques. Après avoir reçu sa commission dans les Royal Engineers en 1884, il a été en affecté à l' École du Génie Militaire à Chatham, Gibraltar et en Inde.
En 1889, Close a été affecté à l'arpentage en Inde où il a effectué des travaux topographique en Birmanie et de la triangulation de Mandalay. Il y a eu une autre affectation dans l'est du Nigeria, pour surveiller la frontière avec le Cameroun allemand.Après sa nomination à l'enquête sur les armes, il a effectué beaucoup de travail en Afrique centrale, orientale et australe. M. Close dirigea une petite unité d'arpentage pendant la Seconde Guerre des Boers, et revint à Chatham en 1902 pour devenir instructeur en chef de l'arpentage à l'École du Génie Militaire. Son Text Book of Topographical and Geographical Surveying, publié en 1905 est devenu le standard des manuels sur le sujet.
Fermer a été chef du MO4, la section géographique de l'état-major général, au Bureau de la guerre jusqu'en 1911, date à laquelle il a cédé ses fonctions au lieutenant-colonel Walter Coote Hedley.
En 1911 Close a été nommé directeur général de l'enquête sur les armes à feu, un poste qu'il a occupé jusqu'en 1922. Il a introduit des méthodes scientifiques plus rigoureuses à l'Ordnance Survey et a procédé à un deuxième nivellement géodésique du Royaume-Uni. Il avait l'intention de produire des cartes d'un pouce (Échelle = 1/63 360 ou 1 pouce = 1 mile) d'apparence révolutionnaire, la première pour le district de Killarney (l'Irlande faisait alors partie du Royaume-Uni) utilisant l'impression couleur et des méthodes d'impression précises. En raison du coût élevé de production, Close a dû faire des compromis dans ses objectifs et adopter un style plus simple. Cette conception a établi la norme pour les séries subséquentes d'un pouce.
Charles Close s'est marié en 1913 et a eu deux fils et une fille. Il a été anobli en 1918, en reconnaissance des efforts de l'Ordnance Survey pendant la Première Guerre mondiale, au cours de laquelle plus de 30 millions de cartes ont été produites. Il a été élu Fellow de la Royal Society en 1919. À sa retraite en 1922, il devient secrétaire du Congrès Géographique International. Il était également membre de longue date de la Royal geographical Society et, en 1927, il a reçu la médaille d'or Victoria et a été élu président (1927-30)
Close a changé son nom de famille pour Arden-Close par acte de vote en août 1938. Il est mort dans le district d'enregistrement de Winchester du Hampshire le 19 décembre 1952.